# Dario Geraldo Salles
Dario Geraldo Salles (São Sebastião do Paraíso, 29 de dezembro de 1914 — Curitiba, 10 de junho de 1974) foi um médico e político brasileiro.
Filho de Francisco Naves Salles e de Amantina Getúlio Salles.
Diplomado em medicina pela Faculdade de Medicina do Rio de Janeiro.
Foi prefeito de Joinville.
Foi deputado à Assembleia Legislativa de Santa Catarina na 4ª legislatura (1959 — 1963).

### Informações Biográficas
Dario Salles nasceu em 29 de dezembro de 1914, em São Sebastião do Paraíso/MG. Ele é formado em Medicina pela Faculdade de Medicina do Rio de Janeiro. Ingressou no Exército Brasileiro, serviu no 2º Regimento de Cavalaria Divisionária, localizado em Pirassununga/SP. Durante a Segunda Guerra Mundial, que aconteceu de 1939 a 1945, fez parte da Força Expedicionária Brasileira e lutou na Itália, no posto de 1º Tenente-Médico. Em Santa Catarina, serviu nas cidades de São Francisco do Sul e de Joinville, nesta última foi Capitão no 13º Batalhão de Infantaria. Foi médico Ginecologista em Joinville.
Salles faleceu em 10 de Junho de 1974, em Curitiba e está sepultado em Joinville.